# Województwo trockie (1793)

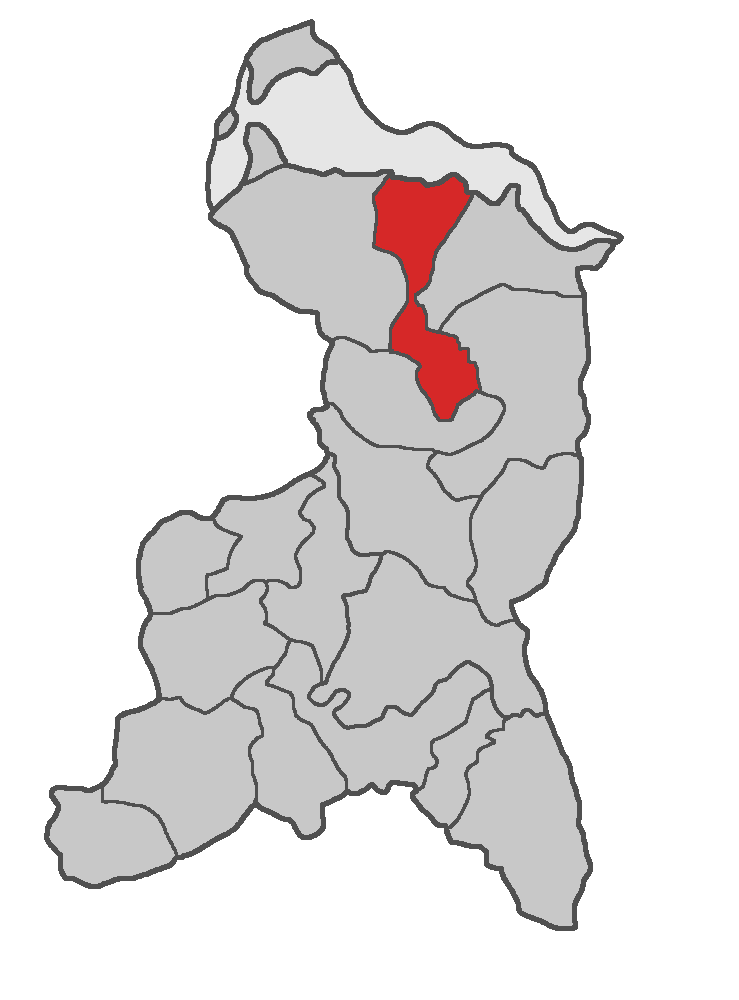
Województwo trockie na tle województw utworzonych na sejmie grodzieńskim

Województwo trockie zostało utworzone na sejmie grodzieńskim 23 listopada 1793 r. ze stolicą w Trokach. Nie zostało w pełni zorganizowane w związku z rozpoczęciem insurekcji kościuszkowskiej.
Województwo miało mieć w Sejmie dwóch senatorów (wojewodę i kasztelana) i sześciu posłów wybieranych na cztery lata (po dwóch z każdej ziemi).
Województwo dzieliło się na trzy ziemie:
- trocką składającą się z dawnych parafii, oprócz tych, które odłączono do innych ziem oraz parafii giegużyńskiej i czabiskiej
- kowieńską składającą się z dawnych parafii, oprócz tych, które przyłączono do ziemi prenskiej
- upitską ze stolicą w Poniewieżu; składającą się z dawnych parafii.